# 残飯
残飯（ざんぱん）、いったん食事のために提供された料理のうち、食べられずに残されたものである。食べ残し（たべのこし）ともいう。厳密には、提供されずに余った料理や食品・食材、加工の過程で出た食品廃材は含まれないが、残飯利用の中で一緒にされることがある。

## 持ち帰り
アメリカ合衆国ではレストランなどで食事して食べきれなかった分は、お客が店員にひとこと言ってドギーバッグ（持ち帰り袋）に詰めてもらい、家で温めて食べることが一般的に行われている。非常に一般的に行われているので、店員のほうもお客の大半は当然そうするものだと考えているので、客のほうから特に何も言わなくても店員のほうから、（当然）持ち帰りますよね？といった感じの言葉をかけて、勝手にドギーバッグを用意してくれることも多い。
日本では、料理店のかなりの割合が「お持ち帰り」に対応しており、店員に「持ち帰りできますか」とひとこと言いさえすればプラスチックや紙でできた容器や折箱に料理を詰めて（折り詰め）持ち帰らせてくれる。容器代は特にかからない店もあるが、しっかりした容器に入れてくれる店などでは容器代実費として50～100円程度とる店もある。
フランスでは、長らくレストランでの食べ残しの持ち帰りの習慣が全く無かった。フランスのレストラン利用者ひとりあたり平均で200グラムほども食べ残され、ゴミになってしまっているという統計があった。が、2015年になって、フランスでもアメリカの「持ち帰り文化」の良いところを見習い、持ち帰りを促進し、ゴミの削減を図ろうと政府なども対策を打ち始め、今までなかった習慣を根付かせるために、持ち帰りができる店のための共通の（緑色の）ステッカーやキャッチコピーを制定、店の入り口などに掲示することで、人々があらかじめ持ち帰り可能な店を選べるようにしつつある。レストランのオーナーの中にも、お客が自宅に帰っても、店のことを思い出してくれ、再来店につながればよいと考えている人もいるという。
中華人民共和国では、客として食事に招待された場合、わざと食品を残すことがマナーとなっている。

## 料理店での提供

### 19世紀までのフランス
19世紀までのフランスには、雑多な色合いを成す外観から「アルルカン」（道化役者）と呼ばれる残飯料理があり、上層階級の人々の食べ残しが下層階級の客に提供されていた。フランス料理の祖といわれるオーギュスト・エスコフィエなどは、ホテルの裏口で売られる残り物にも心を砕いていたといわれる。

### 19世紀から20世紀半ばの日本
日本では明治時代に、軍隊から出る残飯を安く買い、都市の貧民に販売する残飯屋という業者が登場した。東京では、残飯をそのまま売る店もあったが、醤油や汁がしみこんだ米飯を水で洗い、笊にあげて水を切るところもあった。残飯屋では味噌汁の残りを残汁、その他のおかずの残りを残菜と呼び、それぞれ適当に値を付けた。量的に少ないが工場、料理屋からの残飯、監獄のまずい麦飯の残りも出て売られた。残飯屋でも引き取らないような腐りかけの残飯は、豚の餌や肥料として引き取られた。安価であったが需要を満たすには量が足りず、たちまち売り切れるのを常とした。1895年、1896年頃の東京で上等の米飯が1銭で4椀、焦飯が1銭で5椀。1912年にはまぜものなしの飯が1杯3銭した。下等の食事ではあるが、購買者の都市の貧民は、残飯を外国米より上と見ていた。インディカ米の食味の問題もあるが、その日の稼ぎをその日の食費に回し、道具や燃料・時間に事欠く人には、保存がきく米よりも調理済みの飯が好まれたのである。
大阪では、軍隊、料理屋のほかに、汽船から出る残飯が残飯屋で売られた。監獄の残飯は豚の食糧と肥料になった。残飯を煮て雑炊屋を営む者もあった。米飯の価格は、1895・6年頃の東京の軍隊から出る飯が1貫目 (3.75kg) あたり5、6銭なのに対し、1902年頃の大阪では9銭した。同じく料理屋の飯は10から11銭、汽船のが12銭くらいであった。
仙台では、1876年（明治9年）頃から軍隊の払い下げを受けて販売する店が現れ、1907年頃に5軒、1912年頃に8軒と推移した。日露戦争後、戦傷で身体不自由になった廃兵を雇用するために創設された仙台廃兵館は、軍隊からの残飯の一部の払い下げを受けて、その販売や、残飯を利用した畜産を行なった。
金沢、熊本など他都市にも残飯屋があった。
残飯屋の盛況は1916年（大正5年）頃まで続き、第一次世界大戦の大戦景気で都市貧民の生活水準が向上すると需要が減った。東京市の調査では、残飯は当時急増していた豚の飼料に振り向けられたという。
敗戦後は解体された軍に替わり、進駐軍の残飯を再利用した残飯シチューが闇市で人気を集めた。
日本から残飯屋が消えた時期ははっきりしないが、東京には第二次世界大戦の直後まで存在したという。現代では、整形不良などのわけあり食品や、賞味期限・消費期限が近づいた食品を生活困窮者などに回すフードバンクという活動があるが、残飯を回しているわけではない。

## その他の残飯利用
食品の皮や切れ端など調理の際に出る生ゴミとともに、残飯は家畜の飼料に回される。学校、病院などの大規模事業所や、コンビニから出る残飯が用いられる。一般家庭でも、ペットの犬や猫に食べさせることは多い。
あるいはガーデンニングのための生ごみ堆肥（コンポスト）を作るのに利用されることもある。
またカリフォルニア大学デービス校では、生物農業工学部のルイホン・ツァン教授が残飯や廃棄物をバイオマスとして利用した発電プロジェクトを研究している。
さもなければ、ただの生ごみとして捨てられる。これは、食品を無駄にしており、ゴミの量をさらに増やすことから、批判の対象になる。

## 註
1. 1 2  2017年3月13日閲覧
2. 1 2  21世紀研究会編『食の世界地図』文藝春秋・P176
3. ↑  松原岩五郎『最暗黒の東京』53頁。
4. ↑  「府下貧民の真況」、『明治東京下層生活誌』27-28頁。
5. ↑  「下谷区万年町貧民窟の真況」、『明治東京下層生活誌』238-239頁。横山源之助『日本の下層社会』53頁。松尾章一「日清・日露戦争下の勤労大衆の生活」、203頁。
6. ↑  松原岩五郎『最暗黒の東京』47-48頁には、そうしたものをも人間用に回したことが記される。
7. 1 2  横山源之助『日本の下層社会』53頁。
8. 1 2  大豆生田稔『お米と食の近代史』62頁。
9. ↑  後藤正人「二十世紀初頭、大阪における「貧民窟」の状態」173頁 - 172頁、170頁。
10. ↑  遠城明雄「日露戦時・戦後の仙台」22頁。
11. ↑  遠城明雄「日露戦時・戦後の仙台」20頁。
12. ↑  金沢については『日本の下層社会』74頁。熊本については、遠城明雄「日露戦時・戦後の仙台」17頁に、水野公寿の著書『第六師団と軍都熊本』の言及がある
13. ↑  高野昭雄「1918年米騒動に関する考察」、119 - 121頁。
14. ↑  高野昭雄「1918年米騒動に関する考察」、120頁。
15. ↑  牧太郎「「残飯屋」のこと」、『毎日新聞』2016年2月29日付、東京夕刊。
16. ↑  UC Davis News & Information :: New Technology Turns Food Leftovers Into Electricity, Vehicle Fuels
17. ↑  ITmedia News：米大学、残飯や廃棄物を使った発電プロジェクトを開始